# Saint-Antoine-l'Abbaye
Saint-Antoine-l'Abbaye és un municipi francès situat al departament de la Isèra i a la regió d'Alvèrnia-Roine-Alps. L'any 2007 tenia 965 habitants.

## Demografia

### Població
El 2007 la població de fet de Saint-Antoine-l'Abbaye era de 965 persones. Hi havia 386 famílies de les quals 108 eren unipersonals (60 homes vivint sols i 48 dones vivint soles), 125 parelles sense fills, 121 parelles amb fills i 32 famílies monoparentals amb fills.
La població ha evolucionat segons el següent gràfic:
Habitants censats

### Habitatges
El 2007 hi havia 496 habitatges, 392 eren l'habitatge principal de la família, 66 eren segones residències i 39 estaven desocupats. 425 eren cases i 63 eren apartaments. Dels 392 habitatges principals, 302 estaven ocupats pels seus propietaris, 70 estaven llogats i ocupats pels llogaters i 19 estaven cedits a títol gratuït; 14 tenien una cambra, 21 en tenien dues, 54 en tenien tres, 98 en tenien quatre i 204 en tenien cinc o més. 241 habitatges disposaven pel capbaix d'una plaça de pàrquing. A 188 habitatges hi havia un automòbil i a 178 n'hi havia dos o més.

### Piràmide de població
La piràmide de població per edats i sexe el 2009 era:
| Homes | Edats   | Dones |
| ----- | ------- | ----- |
| 4     | 95 o +  | 4     |
| 0     | 90 a 94 | 0     |
| 8     | 85 a 89 | 16    |
| 16    | 80 a 84 | 12    |
| 20    | 75 a 79 | 20    |
| 36    | 70 a 74 | 16    |
| 12    | 65 a 69 | 28    |
| 24    | 60 a 64 | 16    |
| 20    | 55 a 59 | 20    |
| 28    | 50 a 54 | 32    |
| 32    | 45 a 49 | 32    |
| 20    | 40 a 44 | 32    |
| 44    | 35 a 39 | 24    |
| 32    | 30 a 34 | 28    |
| 24    | 25 a 29 | 24    |
| 16    | 20 a 24 | 28    |
| 45    | 15 a 19 | 24    |
| 42    | 10 a 14 | 24    |
| 36    | 5 a 9   | 36    |
| 16    | 0 a 4   | 20    |

## Economia
El 2007 la població en edat de treballar era de 618 persones, 441 eren actives i 177 eren inactives. De les 441 persones actives 396 estaven ocupades (212 homes i 184 dones) i 45 estaven aturades (19 homes i 26 dones). De les 177 persones inactives 78 estaven jubilades, 55 estaven estudiant i 44 estaven classificades com a «altres inactius».

### Ingressos
El 2009 a Saint-Antoine-l'Abbaye hi havia 398 unitats fiscals que integraven 939 persones, la mediana anual d'ingressos fiscals per persona era de 16.550 €.

### Activitats econòmiques
Dels 65 establiments que hi havia el 2007, 1 era d'una empresa extractiva, 1 d'una empresa alimentària, 7 d'empreses de fabricació d'altres productes industrials, 13 d'empreses de construcció, 11 d'empreses de comerç i reparació d'automòbils, 10 d'empreses d'hostatgeria i restauració, 1 d'una empresa financera, 4 d'empreses immobiliàries, 3 d'empreses de serveis, 8 d'entitats de l'administració pública i 6 d'empreses classificades com a «altres activitats de serveis».
Dels 18 establiments de servei als particulars que hi havia el 2009, 3 eren tallers de reparació d'automòbils i de material agrícola, 2 guixaires pintors, 2 fusteries, 2 lampisteries, 2 electricistes, 1 perruqueria, 5 restaurants i 1 agència immobiliària.
Dels 3 establiments comercials que hi havia el 2009, 1 era una botiga de menys de 120 m², 1 una fleca i 1 una carnisseria.
L'any 2000 a Saint-Antoine-l'Abbaye hi havia 50 explotacions agrícoles que ocupaven un total de 984 hectàrees.

## Equipaments sanitaris i escolars
L'únic equipament sanitari que hi havia el 2009 era una farmàcia.
El 2009 hi havia 2 escoles elementals.

## Poblacions properes
El següent diagrama mostra les poblacions més properes.